# Parque Nacional da Floresta de Gir
Parque Nacional da Floresta de Gir é um parque nacional no estado de Guzerate, com uma área de 258 km² com proteção total. A área ao redor do parque nacional está protegida como Santuário da Vida Selvagem de Gir com 1 153 km², sendo permitida atividades humanas regularizadas. Totalizando a área possui 1 412 km². O parque está localizado a 65 km ao sudeste da cidade de  Junagadh e a 60 km ao sudoeste de Amreli. O parque e a região ao redor é o única área de distribuição do leão-asiático.

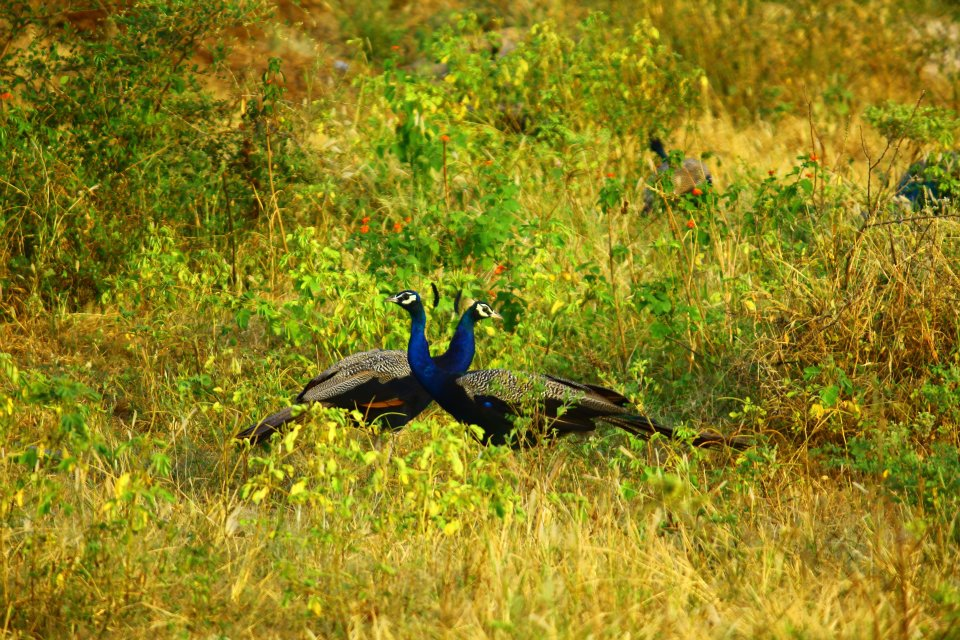
Pavões no parque nacional da floresta de gir.